# Steffen Gram
Steffen Gram (født 12. april 1950) er dansk journalist og studievært. 
Gram blev uddannet fra Danmarks Journalisthøjskole og Berlingske Tidendes udlandsredaktion i 1974. I 1976 kom han til DR, hvor han har været siden, dog med en kort afstikker til Det Fri Aktuelt, hvor han var udlandsredaktør i 1988. I DR begyndte han som Asien-reporter, var USA-korrespondent 1983-1987, journalist ved udlandsredaktionen 1988-1990, korrespondent i Moskva 1990-1994 og fra 1996 redaktør og senere vært for udenrigsmagasinet Horisont. I perioden 2005-2013 var han atter DR's korrespondent i USA, og siden har han været vært på programmet Verden ifølge Gram på DR P1. Sideløbende anvendes han flittigt som udenrigspolitisk ekspert/korrespondent i DR øvrige nyhedsudsendelser.
Sammen med Mogens Rubinstein og Kurt Strand kritiserede Gram i sin tid DR's udflytning til DR-Byen i Ørestad. 
Steffen Gram er halvbror til den tidligere landsholdsmålmand Ole Qvist. 
 Der er for få eller ingen kildehenvisninger i denne artikel, hvilket er et problem. Du kan hjælpe ved at angive troværdige kilder til de påstande, som fremføres i artiklen.